# Jakub Tomšej
Jakub Tomšej (* 8. srpna 1988) je český právník, advokát a vysokoškolský pedagog, autor učebnic a monografií z oblasti pracovního práva.

## Životopis
Vystudoval Právnickou fakultu Univerzity Karlovy, kde současně získal doktorát. Vyučuje zde zejména pracovní právo a právo sociálního zabezpečení. V roce 2019 mu bylo uděleno ocenění Právnické fakulty Univerzity Karlovy pro nejlepšího vyučujícího. Ke dni 1. 12. 2024 se v témže oboru habilitoval a byl jmenován docentem.
Je členem Pro bono aliance a v advokátní praxi se zaměřuje mimo jiné na zastupování obětí diskriminace a nerovného zacházení, o čemž i přednáší.
Jako právní poradce se podílel na sérii reportáží novinářky Saši Uhlové Hrdinové kapitalistické práce. Zastupuje Českou republiku v poradním orgánu Evropské komise European network of legal experts in gender equality and non-discrimination. Vede právní poradnu České společnosti pro AIDS pomoc.

## Dílo (výběr)
- Pracovnělékařské služby. 2016. ISBN 978-80-7552-381-5
- Diskriminace na pracovišti. 2020. ISBN 978-80-271-1014-8
- Zdraví a nemoc zaměstnance. 2020. ISBN 978-80-271-1015-5
- Zákoník práce v praxi. 2020. ISBN 978-80-271-2929-4
- Zaměstnávání cizinců v ČR. 2020. ISBN 978-80-7598-648-1